# IPCC:s rapport om konsekvenser av global uppvärmning med 1,5 grad
IPCC:s rapport om konsekvenser av global uppvärmning med 1,5 grad (engelska: Special Report on Global Warming of 1.5 °C (SR15)) är en rapport från FN:s klimatpanel (IPCC) som publicerades den 8 oktober 2018. Rapporten innehåller referenser till 6000 vetenskapliga artiklar och är skriven av 91 forskare från 40 olika länder. Rapporten beställdes under Förenta nationernas klimatkonferens i Paris i december 2015. Syftet med rapporten var att undersöka vilka konsekvenser 1,5 grads global uppvärmning (till år 2100 jämfört med förindustriella nivåer) kan tänkas ge och att jämföra det med 2 graders uppvärmning.
Rapporten drar slutsatsen att mänskligheten endast har ett årtionde på sig att få ordning på klimatet om höjningen av temperaturen skapad av den globala uppvärmningen skall kunna begränsas till 1,5 grad. Rapporten visar att vi redan har nått 1 grads uppvärmning och att nuvarande trender pekar mot 3 grader vid sekelskiftet, vilket skulle få katastrofala effekter för livet på jorden som följd. Rapportförfattarna menar att det krävs förändringar "utan motstycke" för att få ned utsläppen med 45 procent till 2030 och att utsläppen år 2050 ska vara nere på noll, som krävs för att ens ha chans att nå 1,5-gradsmålet. Däribland att kraftigt utöka investeringar i förnyelsebar energi och fasa ut koldioxidutsläpp i energisektorn, men också  åtgärder inom alltifrån transportsektorn till markhantering. Rapporten drar också slutsatsen att både minskad klimatpåverkan och koldioxidlagring är nödvändigt för att nå målet på 1,5 grad, samt att det kommer att bli nödvändigt att anpassa sig för ett förändrat klimat.